# Summercase
Summercase est un festival de musique rock et electro espagnol qui a lieu en juillet, simultanément à Barcelone et à Madrid. Les affiches sont les mêmes, mais les plateaux sont inversés. Sa première édition en 2006 a accueilli plus de 60 000 personnes, sa deuxième les 13 et 14 juillet 2007 plus de 109 000, sa troisième les 18 et 19 juillet 2008 81 000 personnes.
Sa programmation, centrée sur les groupes de rock indés anglais et sur l'electro attire beaucoup de festivaliers britanniques. Le festival est ainsi en concurrence directe avec le festival de Benicasim. En 2008 il s'est mis aux mêmes dates que Benicasim, qui a organisé une soirée spéciale à Madrid en rétorsion. Son organisateur est accusé par ses concurrents d'être extrêmement agressif et de casser le marché en proposant des cachets faramineux. En raison de la crise économique, aucune édition n'est prévue en 2009.

## Programmation

### 2006
- Adam Green
- Astrud
- Bell Orchestre
- Belle and Sebastian
- The Boyfriends
- The Brakes
- The Cardigans
- Carl Cox
- Captain
- The Chemical Brothers
- The Concretes
- Cut Copy
- Daft Punk
- Dandy Warhols
- David Kitt
- Director (en)
- Dirty Pretty Things
- The Divine Comedy
- Fatboy Slim
- The Feeling
- Happy Mondays
- Hope of the States
- James Murphy
- Keane
- Larry Tee
- The Long Blondes
- Maxïmo Park
- Massive Attack
- Midlake
- New Order
- My Latest Novel
- Mystery Jets
- The Paddingtons
- Primal Scream
- Razorlight
- Rufus Wainwright
- Shout Out Louds
- Sigur Rós
- Soulsavers
- Sparks
- The Spinto Band
- Starsailor
- Super Furry Animals
- Trabant (en)
- The Twilight Singers
- Two Gallants

### 2007
- 1990s
- 2manydjs
- Air
- Arcade Fire
- Astrud
- Badly Drawn Boy
- Belle and Sebastian
- Bloc Party
- Bromheads Jacket
- The Chemical Brothers
- DJ Shadow
- Dragonette
- Editors
- Electrelane
- Felix Da Housecat
- Fionn Regan
- The Flaming Lips
- The Glimmers
- The Gossip
- Guillemots
- The Hidden Cameras
- The Hours
- James
- Jarvis Cocker
- The Jesus and Mary Chain
- Kaiser Chiefs
- LCD Soundsystem
- Lily Allen
- The Maccabees
- Mika
- My Brightest Diamond
- Orchestral Manoeuvres in the Dark
- Perry Blake
- Phoenix
- The Pigeon Detectives
- PJ Harvey
- Ratatat
- Scissor Sisters
- Soulsavers & Mark Lanegan
- Sunday Driver
- The Twang
- The View
- The Whitest Boy Alive

### 2008
- 2manydjs
- Blondie
- Cornelius
- Edwyn Collins
- Etienne de Crécy
- Biffy Clyro
- The Breeders
- Cadence Weapon
- CSS
- Foals
- Grinderman
- Hidrogenesse
- Ian Brown
- Interpol
- Juan Maclean
- Kaiser Chiefs
- Kings Of Leon
- The Kooks
- The Long Blondes (annulé)
- Los Campesinos!
- Los Planetas
- The Magnetic Fields
- Maxïmo Park
- M.I.A. (annulé)
- Mogwai
- Mystery Jets
- One night only
- Patrice
- Pete and the Pirates
- Primal Scream
- The Raveonettes
- Santogold (annulé)
- Sex Pistols
- Shout Out Louds
- Sons and Daughters (annulé)
- The Stranglers
- Tiga
- The Verve
- We Are Scientists